# Epicauta mashuna
Epicauta mashuna là một loài bọ cánh cứng trong họ Meloidae. Loài này được Péringuey miêu tả khoa học năm 1899.